# Beringen (Bélgica)
Beringen es un municipio de la Provincia de Limburgo (Bélgica). El municipio actual es el resultado de la fusión en 1977 de las localidades de Beverlo, Koersel y Paal.

## Historia
La localidad ya estaba habitada en la Edad de Hierro, como demuestran los restos arqueológicos hallados en 1995, que datan del año 90 a. C.. La primera mención de Beringen data de 1120 cuando era conocido como 'Beringe', una palabra derivada de la germánica Beringum, lo que significaba 'con el pueblo de Bero'. Durante el periodo carolingio, las tierras de Beringen fueron donadas a la Abadía de Corbie en Francia. El año 1239 Beringen recibió los privilegios de ciudad del conde Arnold IV de Loon. La localidad permaneció toda la Edad Media en el Condado de Loon, integrado dentro del Principado de Lieja. La ciudad fue anexionada por Francia en 1795 e integrada en el Reino Unido de los Países Bajos en 1815 y después en Bélgica el en 1830.
A comienzos del siglo XX, el descubrimiento de carbón en el subsuelo y la explotación subsiguiente de las minas cambió el carácter rural de la ciudad que tuvo un rol mayor en la industrialización de toda la provincia. Después de un grave conflicto social, las minas se cerraron definitivamente el 28 de octubre de 1989. Hoy, el conjunto minero, uno de los más importantes de Europa, es un museo: el Mijnmuseum (Museo de las minas).

## Demografía

### Evolución
Todos los datos históricos relativos al actual municipio, el siguiente gráfico refleja su evolución demográfica, incluyendo municipios después de efectuada la fusión el 1 de enero de 1977.
| Gráfica de evolución demográfica de Beringen entre 1846 y 2020 |
|                                                                |